# Portamento
En música, portamento (en plural: portamenti, de l'italià: portamento, que vol dir "transport" o "portar") és la transició d'un so des d'una certa altura fins a una altra de manera contínua. El terme es va originar a partir de l'expressió italiana "portamento della voce" (transport de la veu). S'utilitzava inicialment en obres vocals, a principis del segle disset, i posteriorment es va començar a emular l'efecte amb instruments de la família del violí i certs instruments de vent. A vegades també s'utilitza per indicar anticipacions. En música popular s'utilitza la paraula glissando (imitació de l'italià que prové del francés glisser, 'esvarar', 'lliscar') per indicar un efecte similar. La diferència entre el portamento i el glissando és que el primer és només la unió de dos tons (contigus o no) i en canvi el segon implica la deliberada execució de tots els tons que es troben entremig.
Per exemple, les tècniques d'expressió del tipus portamento utilitzades en la guitarra i el baix elèctric s'anomenen específicament bending, i consisteixen en unir les dues notes tot desplaçant la corda del seu eix en direcció perpendicular al diapasó de l'instrument. Quan es fa lliscar el dit al llarg del batedor es tracta d'un glissando.